# Villa d'Adda-Borromeo
Villa d'Adda-Borromeo è una villa storica situata a Cassano d'Adda (Milano). Il nucleo originario di tale gioiello architettonico è sicuramente posteriore al 1720-1721, data la sua mancanza sulle mappe della zona di Cassano dell'epoca.

## Storia
La tradizione parla essenzialmente di due distinti momenti della costruzione.
La villa, infatti, venne eretta attorno al 1765 per volontà della famiglia dei marchesi D'Adda, i quali edificarono il primo nucleo del complesso, corrispondente al corpo centrale del quale ancora oggi si conserva la facciata rivolta a settentrione. Questo primo progetto (barocco-settecentesco) è stato attribuito a Francesco Croce, architetto all'epoca tra i più noti nella realtà milanese.
I progetti andarono a rilento anche a causa dell'iniziale decadenza della famiglia, che però riacquistò vigore nel 1781 quando Giovanni Battista d'Adda, V marchese di Pandino, affidò l'incarico di ristrutturare la villa all'architetto Giuseppe Piermarini (secondo momento della costruzione, neo-classico), per sottolineare un momento di rinnovato splendore per la sua casata che proprio in quell'anno era tornata a godere dei diritti feudali su Cassano d'Adda (riacquistati dal duca Antonio Pio Bonelli). L'incontro tra il marchese e l'architetto era avvenuto a Milano proprio in quegli anni, dove il primo era il rappresentante degli aristocratici proprietari dei palchetti al Teatro alla Scala che era andato recentemente distrutto da un rovinoso incendio e la cui ricostruzione era stata affidata proprio al Piermarini.
I cassanesi, inoltre, ricordano in questa villa il soggiorno e pranzo di Napoleone Bonaparte, avvenuto alla presenza delle autorità municipali e religiose.
Sul finire dell'Ottocento, la villa passò ai Borromeo in eredità e fino alla seconda guerra mondiale è stata utilizzata per scopi di villeggiatura. Durante il periodo bellico divenne sede del locale comando alleato canadese.

## Struttura

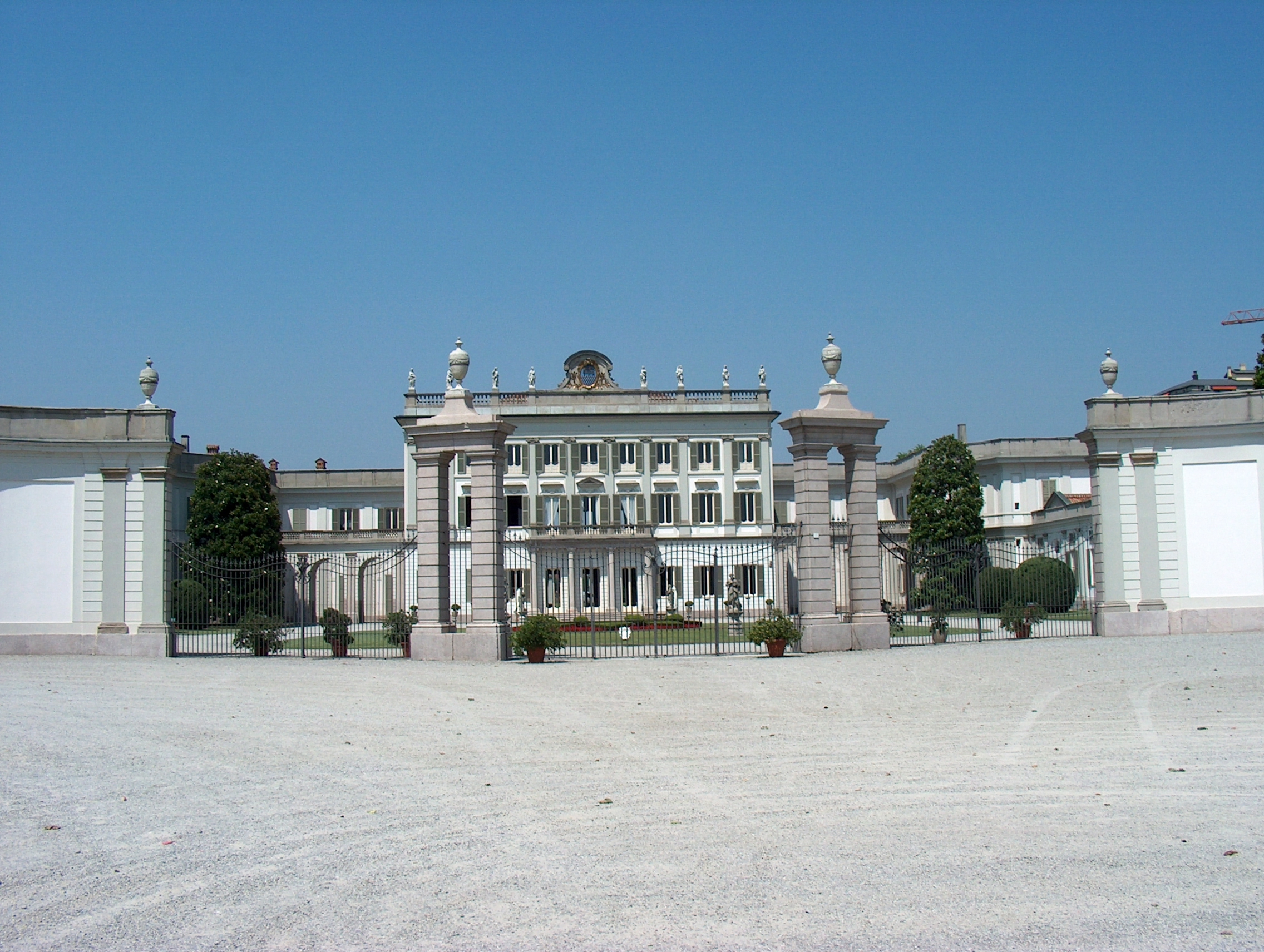
La villa vista dall'esedra con l'elaborato cancello

Lo schema della villa progettato dal Piermarini si ricollega alla tradizione lombarda del XVII-XVIII secolo. Preceduta da corte d'onore monumentale, legata al costume di vita del tempo: carrozze che arrivano al cancello, poi alla porta principale, salone d'onore, salone da ballo, scalone d'onore, portico coperto per consentire di scendere dalle carrozze ed evitare le intemperie. Qui abbiamo un pronao che serve da portico coperto, ma potevano servire anche i portici laterali. Cancellata in ferro con elementi in muratura. Poi ali di servizio per stalle, cucine, abitazioni della servitù. Vestibolo con lo scalone d'onore: ambiente di rappresentanza, di disimpegno: ci sono le scale minori più funzionali, ambiente che lega al giardino retrostante all'italiana con spartiture geometriche che dividono a metà giardino e villa. Il parco chiuso da un cancello settecentesco decorato a tre anelli a ricordare uno dei tanti contrassegni araldici concesso dallo Sforza ai Borromeo; il cancello, poi, è sormontato dallo stemma dei Borromeo, aggiunto quando l'ultima erede dei D'Adda sposò un esponente di questa illustre famiglia lombarda, recando in dote la villa. 

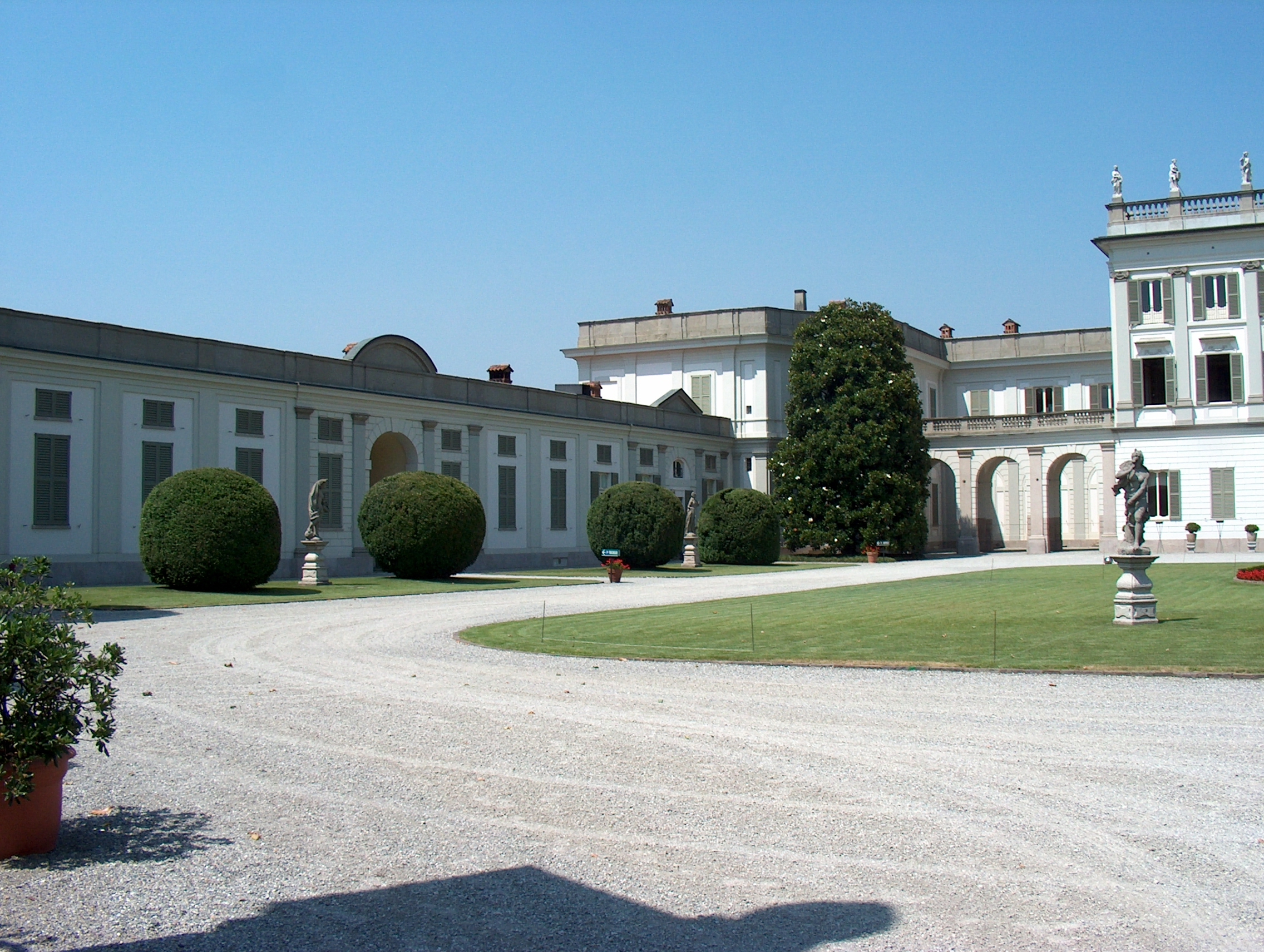
Vista delle ali laterali della villa

La facciata della villa è costituita da un corpo centrale a tre piani, collegato con due corpi più bassi di due piani, mentre le ali perpendicolari alla facciata sono ad un solo piano. Guardando la villa dal cancello è possibile notare la rigida simmetria, canone confermato dai teorici classici.
Il piano terreno al centro ha l'ingresso a pianta centrale contornato da sale di rappresentanza. A sinistra, a raccordo in curva, sale lo scalone d'onore, che richiama quello del Palazzo Reale di Milano e che porta alle sale del primo piano, con affreschi a soggetto mitologico della volta realizzati nell'Ottocento. Gli stucchi sono di molta eleganza neo-classici dipinti in grigio che è il colore prediletto da questo stile. Più avanti ci sono il salone che si apre sul parco. Poi salendo ancora di un piano si arriva a dei saloni collegati tra loro, ma ben distinti ed indipendenti, sono ornati da soffitti, affreschi e decorazioni a stucchi. Il salone d'onore per ricevimenti è alto due piani. La tribuna è aperta per i musicisti, per le danze ed i concerti, e chiusa con ferri battuti per motivi acustici più che per motivi artistici. Gli interni, che dovevano attenuare la rigidità degli ambienti, conservano le decorazioni risalenti alla ristrutturazione del Piermarini: dipinti raffiguranti paesaggi o descrizioni mitologiche; specchiere; ; motivi agresti in stucco, il tutto dell'Albertolli. Il corpo centrale è a tre piani, più alto al centro, collegato con due corpi più bassi di due piani che presentano una rientranza con due cortiletti delimitati da portici aperti ad un solo piano. Nella facciata principale, Piermarini ha dato una decisa impronta neoclassica con parti ben caratterizzate.
Il piano terreno in bugnato è ravvivato dal portico di accesso con quattro colonne, che poggiano su una semplice scalinata di cinque gradini che afferma l'asse di simmetria con lieve movimento circolare al centro. Lesene corinzie scandiscono le finestre evidenziate, al piano nobile, da elementi decorativi e vanno a sorreggere il balcone del primo piano con balaustra in pietra, ripresa nell'attico, arricchito da statue e stemma di famiglia. Quello che ne rimane della vecchia villa preesistente lasciato intatto dal Piermarini è: la facciata barocca, nel fronte posteriore, rivolta verso il parco con la parte centrale più alta delle laterali e sobrie decorazioni attorno alle finestre. Questa facciata è liscia e semplicissima, con un balcone su quattro lesene e il parapetto in ferro battuto; intima e quasi chiusa, come se non ci fosse il giardino, riservato alla famiglia di chi arriva a villeggiare.
La villa è formata da 142 locali, compresi magazzini e scuderie. La sua superficie coperta supera i 5000 m² ed è circondata da un parco di 70000 m², ornato di viali di carpini e tigli secolari.